# Мацутоя, Юми
Юми Мацутоя (яп. 松任谷 由実 Мацуто:я Юми, род. 19 января 1954) — японская певица, композитор, поэтесса и пианистка, известная также под псевдонимом Yuming (яп. ユーミン Ю:мин). Она известна своим необычным голосом, захватывающими живыми выступлениями и значительной ролью в истории японской поп-музыки.
За всю карьеру певицы было продано более 42 миллионов её записей. В 1990 году альбом Юми The Gates of Heaven стал первым альбомом с тиражом более двух миллионов копий в Японии. 21 раз первую строчку в чарте Oricon занимал её релиз. Певица является единственной, кто достиг того, чтобы её альбомы оказывались лидерами этого чарта в течение 18 лет подряд.
Она дебютировала в 1972 году после нескольких лет работы сессионным музыкантом под именем Араи Юми (荒井 由実 Arai Yumi), данным ей при рождении. В 1975 году Араи стала известна как композитор коммерчески успешной песни «Ichigo Hakusho wo Mou Ichido», записанной фолк-дуэтом Banban, и приобрела популярность в качестве вокалистки благодаря успеху песни «Ano Hi ni Kaeritai», занявшей первое место в чарте Oricon. После выхода замуж за Масатаку Мацутою в 1976 году она сменила сценическое имя на «Юми Мацутоя», под которым до сих пор продолжает свою музыкальную карьеру.

## Ранние годы
Араи родилась в 1954 году в городе Хатиодзи. У неё было три брата и одна сестра. Семья Юми держала небольшой магазин «Arai Gofukuten», открытый в 1912 году. Во время обучения в средней школе, она ходила в итальянский ресторан под названием «Chianti», открытый в 1960 году. В те дни его посещали многие знаменитости: Акира Куросава, Юкио Мисима, Кобо Абэ, Сэйдзи Одзава, Рю Мураками, Таро Окамото, Кисин Синояма и Хироси Камаяцу, впоследствии ставший первым продюсером певицы. Лейбл Alfa Records, на котором она записывалась в начале карьеры, был основан постоянными клиентами «Chianti».
В апреле 1972 года Араи поступила в Университет искусств Тама. В то же время она подписала контракт с Alfa Records. Поначалу она хотела быть автором песен, но основатель звукозаписывающей компании Кунихико Мураи предложил ей стать певицей.

## Музыкальная карьера

### Начало: Юми Араи
5 июля 1972 года выходит дебютный сингл Араи «Henji wa Iranai». Он был подготовлен Хироси Камаяцу, бывшим вокалистом The Spiders. Было продано всего 300 копий.
В ноябре 1973 года она записывает свой первый полноценный альбом, Hiko-ki Gumo, с группой «Caramel Mama», более известной как «Tin Pan Alley», в который состояли Харуоми Хосоно, Сигэру Судзуки, Татэо Хаяси и Масатака Мацутоя, её будущий муж. Последний, клавишник Tin Pan Alley, помогает ей в аранжировке и следующего альбома 1974 года, Misslim. Её третий студийный альбом, Cobalt Hour , включал в себя песню «Sotsugyō Shashin», в последующие годы исполненную многими японскими артистами и ставшую одной из классических песен японской поп музыки. В том же году, фолк-дуэт Banban записывает её песню «Ichigo Hakusho o Mou Ichido», занявшую первое место в чарте Oricon. Так благодаря коммерческому успеху других исполнителей Араи становится известным автором песен.
Пятый сингл Юми, Rouge no Dengon («Rouge Message»), считается ранней J-Pop классикой. После телевизионного исполнения Candies, известнейшей японской гёрл-группой того времени, продолжает исполняться многими исполнителями ещё долгие годы.
Но настоящую известность как певице и автору песен приносит ей «Ano Hi ni Kaeritai». В августе 1975 года она была использована в качестве музыкальной темы для телесериала Katei no Himitsu, транслировавшегося каналом TBS. Два месяца спустя выпущенный сингл достигает верхней строчки Oricon. The 14th Moon (1976), её последний альбом в качестве «Юми Араи», записан с участием Леланда Склара (бас) и Майка Бейрда (барабаны). Начиная с этого альбома, её муж, Масатака Мацутоя, продюсирует все её последующие альбомы. После успеха с «Ano Hi ni Kaeritai», он стал её первым альбомом, который достиг первого места в чарте Oricon. Кроме того, в 1976 году три из её альбомов занимали место в топ-10. Через четыре года после её дебюта, она доминировала в японских чартах. Этот удивительный рекорд никогда ещё не был побит.
В 1989 году её пятый сингл «Rouge no Dengon» и «Yasashisa Ni Tsutsumaretanara» (с её второго альбома) были использованы в качестве темы фильма Хаяо Миядзаки «Ведьмина служба доставки». В настоящее время эти песни наиболее известны из её раннего творчества. Некоторые из её песен были написаны под влиянием многих американских и европейских музыкантов, таких, как Джони Митчелл и Кэрол Кинг. Как пионер смешения музыкальных традиций Запада и Японии, Юми оказала огромное влияние на последующее развитие J-Pop. Сегодня многие музыкальные критики в Японии считают, что её произведения, записанные под именем Юми Араи, были пиком её творчества.

### Юми Мацутоя
После брака с Масатакой Мацутоей 29 ноября 1976 года, она планировала закончить карьеру. Но в конце концов Юми решает продолжить работу и изменяет свой псевдоним в соответствии со своей новой фамилией на Юми Мацутоя. В 1978 году был выпущен её первый альбом под новым именем, названный Benisuzume. В конце 1970-х и начале 80-х, она выпускает по два альбома каждый год. И хотя былого успеха уже нет, она написала несколько своих известных песен в те годы. Более того, её альбомы попадают в десятку Oricon.
До выхода Benisuzume, вопреки желанию Юми, Toshiba EMI выпускает компиляцию Album. В основном там были песни, записанные под именем Юми Араи, и две песни, изданные только в качестве синглов. В своей автобиографии 1982 года она назовет этот выпуск «Самым большим пятном на моей музыкальной карьере». И хотя до 1998 года она официально не позволяла выпускать другие компиляции, её бывший рекорд-лейбл Alfa Records выпустил множество сборников из её старых мелодий без разрешения. Поэтому в конце 1990-х она выкупает авторские права на все свои песни, которые она написала под девичьей фамилией.
Её десятый альбом, Surf and Snow (1980), прерывает полосу неудач. Хотя с выходом альбом не продавался, как другие ранее, тем не менее, в 1986 году песня «Koibito ga Santa Claus» стала популярной в качестве музыкальной темы для фильма Watashi wo Ski ni Tsuretette. В конечном счете было продано более 400,000 экземпляров. В 1987 году она вернулась на вершину японской поп-музыки. Её муж написал музыку для фильма Nerawareta Gakuen, продюсером которого был Нобухико Обаяси. Она записывает «Mamotte Agetai» в качестве музыкальной темы для фильма. Сингл этой песни приносит второе место в чарте Oricon и около 700,000 проданных копий. После этого успеха, её одиннадцатый альбом Sakuban Oaishimasho (1981) стал её вторым альбомом номер один. С этого года по 1997 год, 17 студийных альбомов Юми занимают первые места в чартах.
В 1982 году она опубликовала автобиографию, Rouge no Dengon, иллюстрации к которой использовались для её альбомов. Обложка нового альбома Sakuban Oaishimasho (1981) была разработана Hipgnosis, а видео Compartment было спродюсировано Стормом Торгерсоном, Aubrey Powell и Питером Кристоферсоном. Дизайн логотипа последнего фильма также стал логотипом «Yuming», а после был использован в качестве обложки альбома No Side (1984). Aubrey Powell и Richard Evans из Hipgnosis также создали обложки альбома 1983 года «Voyager». В 1986 году Юми выпускает свой первый концертный альбом, Yuming Visualive Da-Di-DA, ставший раритетом среди её поклонников на протяжении многих лет.

### Коммерческий пик и спад
В конце 1980-х и начале 90-х годов, её альбомы приобретают новое звучание. Кроме того, они были записаны с участием многих известных представителей Западного побережья. Тем не менее, в последующие годы Масатака Мацутоя, её продюсер и муж, выразил сожаление по поводу звучания этих альбомов. Before the Diamond Dust Fades… (1987) стал самым успешным альбомом того времени. В конце 1980-х, её рекорд продаж увеличился. Delight Slight Light KISS (1988) вышел первым миллионным тиражом для неё. С этого альбома и до 1995 года, когда вышел альбом Kathmandu , она выпустила восемь студийных альбомов, и все они были проданы тиражом более миллиона копий. Кроме того, два из тех альбомов, The Gates of Heaven (1990), и The Dancing Sun (1994) были проданы тиражом более двух миллионов копий. Первый из них является первым альбомом Японии, проданным таким тиражом. Dawn Purple (1991) разошёлся тиражом более миллиона копий уже через неделю после релиза альбома. Её удивительные рекорды продаж были оценены японской музыкальной индустрией. Before the Diamond Dust Fades… получает Japan Record Awards 1988 года, а The Gates of Heaven выигрывает японский золотой диск гран-при 1991 года.
The Gates of Heaven и несколько других её альбомов в те годы отражают оптимистичную атмосферу Японии времен финансового пузыря примерно в конце 1980-х и начале 90-х. Её часто называют «Харизмой молодежи» или «Восторженным Лидером любви» в те дни. Для того, чтобы заставить людей покупать альбомы, она не выпускает ни одного сингла примерно в течение четырёх лет с начала 1990-х годов. Тем не менее, осенью 1993 года, выходит «Manatsu no Yo no Yume», первый сингл после «Anniversary», уже известный в качестве музыкальной темы из телевизионной драмы Dare nimo Ienai. С показателем 1400000 проданных копий он стал 89-м самым продаваемым синглом в Японии. Это её самый успешный сингл.
В следующем году она выпустила два сингла «Hello, My Friend» и «Haru-yo, Koi», продажи которых превысили два миллиона. Оба сингла были использованы в телевизионных драмах. Эти песни были также включены в альбом The Dancing Sun. Из-за этих мелодий, он стал её вторым альбомом с двухмиллионным тиражом.
В августе 1996 года после почти двадцати лет её замужества, Юми возвращается как «Юми Араи» и дает выступления в течение трех дней в Nakano Sunplaza, Токио. Отрывки живой записи позже были выпущены на видео и CD. До 1995 года она выпускала студийные альбомы каждый год, но её популярность начала снижаться примерно с 1996. После её двадцать девятого студийного альбома, The Waves of Zuvuya (1997), её продажи стали падать всё больше и больше.
В 1998 году она выпустила двойной сборник, Neue Musik: Yumi Matsutoya Complete Best Vol. 1. В него вошли 28 песен и две новые песни, записанные с бывшими членами Tin-Pan-Alley . Кроме того, несколько песен из этого альбома были выбраны голосованием её поклонников. На сегодня это её самый продаваемый и последний альбом с тиражом более миллиона.

### Последние годы
После выхода сборника в 1998 году, Юми заявила, что будет делать ту музыку, которую захочет. С 1999 года она выпустила шесть студийных альбомов.
В ноябре 2016 года Юми выпускает новый альбом «Uchuu Toshokan». Мацутоя Юми и Амами Юки спели вместе новую песню Мацутои «Smile for me». Эта песня-сотрудничество будет использоваться в новой дораме Fuji TV «Chef~Mitsuboshi no Kyuushoku».
В 2022 году Юми Мацутоя проводит крупнейший тур в своей карьере, чтобы отметить свое 50-летие со дня дебютного выступления.

### Карьера автора песен
Как композитор и поэт-песенник, Юми Мацутоя написала сотни песен для Hi-Fi Set, Асами Кобаяси, Кэндзи Савады, Хироми Го, Тосихико Тахары, Reimy и многих других исполнителей. Некоторые из них стали большими хитами, такими как «Ichigo Hakusho o Mou Ichido»(в исполнении Banban, 1975), «Machibuse» (в исполнении Сэйко Мики и Хитоми Исикавы, первоначально выпущен в 1975 году). Множество её хитовых мелодий исполнила идол Сэйко Мацуда. Несколько песен в исполнении Мацуды достигли первого места в чарте синглов Oricon, такие как «Akai Sweet Pea», «Nagisa no Balcony» (1982) и «Hitomi wa Diamond» (1986). Эти синглы стали основой известности Мацуды. Мацутоя сотрудничала со многими композиторами и авторами слов: Ёсуем Иноуэ, Такаси Мацумото, Коки Митани, Кунихико Касэ, Сидзукой Идзюином и многими другими. Песни для других исполнителей Юми часто писала под псевдонимом Курэта Карухо (яп. 呉田軽穂). Это была пародия на имя Греты Гарбо.

### Коллаборации
За свою более чем 30-летнюю карьеру Юми Мацутоя сотрудничала со многими известными исполнителями. Среди них Тацуро Ямасита, Таэко Онуки, Акико Яно и Минако Ёсида, Такао Кисуги, Тосинобу Кубота, Масуми Окада, Такао Тадзима и другие.
Она часто записывала свои синглы в сотрудничестве с другими музыкантами. В 1985 году она выпустила песню «Imadakara» совместно с Кадзумасой Одой и Кадзуо Дзайцу.
В 1986 году Мацутоя написала песню для телепрограммы с Кэйсукэ Куватой, лидером Southern All Stars. Песня «Kissin' Christmas», будучи детищем двух наиболее успешных японских композиторов, за исключением телевидения, так и не была издана в других форматах.
В 1992 году Юми c Тацуей Исии записали «Ai No Wave». Она также написала с ним и B-Side «Roman no Dengon». В том же году Исии выпустил «Kimi ga Irudake de», пятый самый продаваемый сингл в Японии.
Когда её популярность стала быстро падать в конце 90-х, она записала песню с группой Pocket Biscuits. Они сотрудничали в записи сингла «Millennium» в 2000 году, но успеха он не принес.
В 2002 году она написала песню «Koi No Signal» для группы Coming Century, подгруппы популярного бойбенда V6.
В 2005 году Юми сформировала группу под названием «Yumi Matsutoya and Friends of Love the Earth» с четырьмя восточноазиатскими исполнителями: Дик Ли из Сингапура, Лим Хён Джу из Южной Кореи, Амин У и Сюй Кэ из Китая. Она записала песню «Smile Again» для новой группы. Когда Мацутоя появилась с концертом на Expo 2005, они появились там в качестве гостей и пели эту песню. В канун Нового года в том же году они появились в японской традиционной ежегодной музыкальной телепрограмме Kohaku Uta Gassen и исполнили «Smile Again». Позже песня появилась в альбоме A Girl in Summer. Осенью 2006 года состав был расширен, после чего у них был только один концерт и записанный сингл «Knockin' at the Door».

## Дискография

### Студийные альбомы
- Hikōki-gumo (1973) (как «Yumi Arai»)
- Misslim (1974) (как «Yumi Arai»)
- Cobalt Hour (1975) (как «Yumi Arai»)
- The 14th Moon (14-banme no Tsuki) (1976) (как «Yumi Arai»)
- Benisuzume (1978)
- Ryūsenkei '80 (1978)
- Olive (1979)
- Gallery in My Heart (Kanasii hodo Otenki) (1979)
- en:Toki no Nai Hotel (1980)
- Surf and Snow Volume One (1980)
- Mizu no Naka no Asia e (1981)
- Sakuban Oaisimashō (1981)
- Pearl Pierce (1982)
- Reincarnation (1983)
- Voyager (1983)
- No Side (1984)
- DA-DI-DA (1985)
- ALARM à la mode (1986)
- Before the DIAMOND DUST fades… (Diamond Dust ga Kienumani) (1987)
- Delight Slight Light KISS (1988)
- Love Wars (1989)
- Tengoku no Door (The Gates of Heaven) (1990)
- Dawn Purple (1991)
- Tears and Reasons (1992)
- U-miz (1993)
- The Dancing Sun (1994)
- Kathmandu (1995)
- Cowgirl Dreamin'  (1997)
- Suyua no Nami (The Wave of Zuvuya) (1997)
- Frozen Roses (1999)
- Acacia (2001)
- Wings of Winter, Shades of Summer  (2002)
- Yuming Compositions:FACES (2003)
- VIVA! 6×7 (2004)
- A Girl in Summer (2006)
- And I Will Dream Again (Soshite mouichido yumemiru darou)(2009)
- Road Show (2011)